# Franco Lantieri
Pour les articles homonymes, voir Lantieri.
 (juin 2025).
Si vous disposez d'ouvrages ou d'articles de référence ou si vous connaissez des sites web de qualité traitant du thème abordé ici, merci de compléter l'article en donnant les références utiles à sa vérifiabilité et en les liant à la section « Notes et références ».
Franco Lantieri, né à Catane le 21 août 1928, décédé à Milan le 24 novembre 1991, est un acteur italien de cinéma et de télévision, utilisant parfois le pseudo Frank Liston.

## Biographie
Franco Lantieri participe à de nombreux films dans des rôles secondaires entre les années 1950 et les années. Il jouoe dans des péplums mythologiques aussi bien que dans des westerns spaghetti, sans oublier la science-fiction.
Parmi les films où il joue, on peut citer : Les Titans (1962) de Duccio Tessari, Johnny Yuma (1966) de Romolo Guerrieri et Crazy Joe (1974) de Carlo Lizzani.

## Filmographie

### Cinéma
- 1955 : Les Égarés (Gli sbandati), de Francesco Maselli
- 1958 : La Femme du jour (La donna del giorno), de Francesco Maselli
- 1961 : Le Commando traqué (Tiro al piccione), de Giuliano Montaldo
- 1962 : Les Titans (Arrivano i titani), de Duccio Tessari
- 1965 : Le Dollar troué (Un dollaro bucato), de Giorgio Ferroni : Slim
- 1965 : Un mercenaire reste à tuer (All'ombra di una colt), de Giovanni Grimaldi : Burns
- 1965 : Sie nannten ihn Gringo, de Roy Rowland
- 1966 : Johnny Yuma, de Romolo Guerrieri
- 1966 : La Guerre des planètes (I diafanoidi vengono da Marte), d'Antonio Margheriti : capitaine Tice
- 1966 : L'agent Gordon se déchaîne (Password: Uccidete agente Gordon), de Sergio Grieco : José Maria (sous le pseudo de Frank Liston)
- 1966 : Missione sabbie roventi, d'Alfonso Brescia
- 1966 : Du rififi à Amsterdam (Rififí ad Amsterdam), de Sergio Grieco : attaché d'ambassade
- 1966 : Johnny Colt (Starblack), de Giovanni Grimaldi : Curry
- 1967 : Le Temps des vautours (10,000 dollari per un massacro), de Romolo Guerrieri : Juan
- 1967 : Soldati e capelloni (it), d'Ettore Maria Fizzarotti : Rocco Sciortino
- 1968 : Ciel de plomb (...e per tetto un cielo di stelle), de Giulio Petroni
- 1968 : Une minute pour prier, une seconde pour mourir (Un minuto per pregare, un istante per morire), de Franco Giraldi : Burt, le shérif adjoint
- 1969 : La Dernière Balle à pile ou face (Testa o croce), de Piero Pierotti : shréif Serpente
- 1970 : Un caso di coscienza, de Giovanni Grimaldi : Gaetanao
- 1971 : Chaco (Bastardo, vamos a matar), de Gino Mangini : Sanchez / Manolo Cortez
- 1974 : Jo le Fou (Crazy Joe), de Carlo Lizzani
- 1975 : Il gatto mammone (it), de Nando Cicero : Vanni, collègue de Lollo
- 1975 : Croc-Blanc et les Chercheurs d'or (La spacconata), d'Alfonso Brescia : Donovan
- 1975 : Croc-Blanc et le Chasseur solitaire (Zanna Bianca e il cacciatore solitario), d'Alfonso Brescia : Slider
- 1978 : Malabestia, de Leonida Leoncini

### Télévision
- 1972 : Anna und Totò, téléfilm
- 1973 : Zu Gast in unserem Land, série télévisée